# Sidra de Canarias

"Sidra del Valle" elaborada en La Orotava, Tenerife

La sidra de Canarias es la variedad de esta bebida de baja graduación alcohólica, elaborada con el zumo fermentado de la manzana en Canarias, España. La sidra está muy extendida por todo el mundo, y en España en Asturias, País Vasco, norte de Navarra, Galicia, y desde el año 2010 en Canarias.

## Historia
La sidra es una de las bebidas más antiguas de la humanidad, y su elaboración va unida con el cultivo de la manzana. Proviene del hebreo “shecar” que significa “bebida embriagadora”; derivó en la latina “cisera” o “sicera”, con la que designaban los romanos todos aquellos líquidos fermentados, distintos al vino. También se conoce con el nombre euskera de "Sagardúa".
La llegada de los manzanos al Canarias, se produjo tras la conquista castellana. Ya en la primera mitad del siglo XVI, se conocían múltiples variedades de manzanas plantadas en las islas.
Las islas presentan unas condiciones de clima y de suelos excelentes para el cultivo del manzano, en la ecozona de Medianías del norte de las islas canarias occidentales: Tenerife,  La Palma y Gran Canaria, dada las altas necesidades de horas de frío y de humedad que presenta el cultivo del manzano.
Siendo a principios del siglo XXI (2010), cuando se inició la andadura de sidra de Gran Canaria bajo la denominación de origen 'Gran Valle', 'Gran' por Gran Canaria y 'Valle' por Valleseco, en su elaboración incluye en gran mayoría la variedad de manzana Reineta de Valleseco de 21 000 manzanos que hay en el municipio, no es la clásica sidra, y es muy similar a un vino blanco, con un sabor peculiar.
La elaboración de la sidra de Tenerife surge con la idea de ofrecer una alternativa de cultivo en las medianías de Tenerife. Para su elaboración se emplean mayoritariamente manzanas de la variedad 'Reineta' en un 90 a 95 % junto con otras variedades autóctonas como 'Pajarita', todas ellas cultivadas en la zona norte de la  Tenerife. Es una sidra natural elaborada de forma artesanal sin adición de azúcares y empleando el método "Champenoise", que consiste en realizar una primera fermentación alcohólica en cuba, y una segunda en botella, quedando ligeramente gasificada debido a las burbujas de CO2 formadas en la fermentación. Su graduación alcohólica ronda los 8,5º debido al alto contenido de azúcares de las manzanas cultivadas en el terreno canario.

## Producción de sidras en España
Galicia es con mucho la comunidad que más manzana sidrera produce en el conjunto de todo el estado español, por encima de comunidades productoras como Asturias o País Vasco, que importan el producto gallego. En 2006 la producción gallega de manzana sidrera se sitúa en las 60 000 toneladas mientras que en Asturias pasaba por entre 35 000 y 40 000; en el País Vasco unas 8000; la producción de manzana para sidra en Navarra en 1982, ocupaba una superficie de 110 hectáreas, con 4380 árboles y una producción de 4880 Tm., principalmente en la Regata del Bidasoa; y en Gran Canaria en su inicio en 2010 en torno a unos 3000 litros de sidra para un consumo interno de las islas del archipiélago.